# San Carlos, Pinos
San Carlos är en ort i Mexiko.   Den ligger i kommunen Pinos och delstaten Zacatecas, i den centrala delen av landet, 400 km nordväst om huvudstaden Mexico City. San Carlos ligger 2 292 meter över havet och antalet invånare är 294.
Terrängen runt San Carlos är kuperad åt sydväst, men åt nordost är den platt. Runt San Carlos är det ganska glesbefolkat, med 21 invånare per kvadratkilometer. Närmaste större samhälle är Pinos, 11,5 km sydväst om San Carlos. Omgivningarna runt San Carlos är i huvudsak ett öppet busklandskap.